# Assaut sur le central 13
Pour plus de détails, voir Fiche technique et Distribution.
Assaut sur le central 13 ou L'Assaut du poste 13 au Québec (Assault on Precinct 13) est un film policier franco-américain réalisé par Jean-François Richet, sorti en 2005. Il s'agit d'un remake du film Assaut de John Carpenter, sorti en 1976.

## Synopsis
Le sergent Jake Roenick (Ethan Hawke) travaillait autrefois dans la brigade luttant contre les stupéfiants, mais à la suite d'une mission qui entraîna la mort de ses deux collègues, il est maintenant devenu sergent au sein d'un vieux commissariat sur le point d'être désaffecté. Plusieurs mois après la mort en mission de ses deux collègues, il se juge encore responsable de leur disparition. C'est une situation qu'il accepte mal, comme le prouvent sa consommation excessive de calmants et d'alcool, ainsi que son incapacité à se retrouver à nouveau sur le terrain.
Le soir du nouvel an, un car transportant des prisonniers, avec parmi eux Marion Bishop (Laurence Fishburne), dealer notoire de Détroit, est contraint de s'arrêter dans le commissariat pour y passer la nuit à cause d'une tempête de neige. Le bâtiment, bientôt privé de téléphone et d'électricité, se retrouve assiégé par un mystérieux commando qui ne réclame qu'une chose : la libération de Bishop. Jack Roenick refuse de libérer Bishop, et doit donc protéger le commissariat avec l'aide de Jasper O'Shea (Brian Dennehy), un policier à la veille de la retraite, de la secrétaire Iris Ferry (Drea de Matteo), de la psychanalyste Alex Sabian (Maria Bello) et peut-être même des prisonniers ? Cela s'avèrera inévitable quand Jake découvre que les assaillants sont des policiers corrompus prêts à tout pour que Bishop ne puisse témoigner contre eux.

## Fiche technique
Sauf indication contraire, les informations mentionnées dans cette section peuvent être confirmées par la base de données cinématographiques IMDb,  présente dans la section « Liens externes ».
- Titre français : Assaut sur le central 13
- Titre québécois : L'Assaut du poste 13
- Titre original : Assault on Precinct 13
- Réalisation : Jean-François Richet
- Scénario : James DeMonaco, d'après le scénario du film Assaut, écrit par John Carpenter
- Direction artistique : Nigel Churcher
- Décors : Paul D. Austerberry
- Costumes : Vicki Graef et Georgina Yarhi
- Photographie : Robert Gantz
- Montage : Bill Pankow
- Musique : Graeme Revell
- Production : Pascal Caucheteux, Jeffrey Silver, Stéphane Sperry

Coproducteur : James DeMonaco
Producteurs délégués : Don Carmody, Joseph Kaufman et Sebastien Lemercier
- Sociétés de production : Rogue Pictures, Why Not Productions, Liaison Films et Biscayne Pictures
- Sociétés de distribution : Rogue Pictures, Metropolitan Filmexport
- Budget : 30 000 000 $[1]
- Genre : policier, action, thriller
- Durée : 109 minutes
- Pays de production :  États-Unis,  France
- Dates de sortie :
  - États-Unis : 19 janvier 2005
  - France : 2 mars 2005
- Film interdit aux moins de 12 ans lors de sa sortie en salles en France

## Distribution
- Ethan Hawke (VF : Jean-Pierre Michaël ; VQ : Jean-François Beaupré) : Jake Roenick
- Laurence Fishburne (VF : Pascal Renwick ; VQ : Denis Roy) : Marion Bishop
- Gabriel Byrne (VF : Gabriel Le Doze ; VQ : Alain Fournier) : Marcus Duval
- Maria Bello (VF : Micky Sébastian ; VQ : Anne Bédard) : Alex Sabian
- Drea de Matteo (VF : Charlotte Valandrey ; VQ : Élise Bertrand) : Iris Ferry
- John Leguizamo (VF : Bernard Gabay ; VQ : Hugolin Chevrette) : Beck
- Brian Dennehy (VF : Richard Leblond ; VQ : Hubert Fielden) : Jasper O'Shea
- Ja Rule (VF : Lucien Jean-Baptiste ; VQ : Gilbert Lachance) : Smiley
- Currie Graham (VF : Gérard Darier) : Kahane
- Aisha Hinds (VQ : Valérie Gagné) : Anna
- Matt Craven (VF : Pierre Laurent) : Capra
- Fulvio Cecere : Ray Portnow
- Peter Bryant : le Lieutenant Holloway
- Kim Coates (VF : Renaud Marx) : Rosen
- Hugh Dillon : Tony
- Tig Fong : Danny Barbero
- Jasmin Geljo : Marko
- Jessica Greco : Coral
- Dorian Harewood (VF : Jean-Paul Pitolin ; VQ : Sylvain Hétu) : Gil
- Titus Welliver (VF : Féodor Atkine) : Milos
- Arnold Pinnock (en) (VF : Pascal Vilmen) : Carlyle

 Source et légende  : Version Française (VF) sur Carton de doublage TV, VoxoFilm et RS Doublage / Version québécoise (VQ) sur Doublage Québec.

## Production

### Genèse et développement
Le film est le remake d’Assaut, un film de John Carpenter sorti en 1976, lui-même variation du western Rio Bravo de Howard Hawks sorti en 1959. C'est après une seconde rencontre avec le producteur français Pascal Caucheteux que John Carpenter a accepté de vendre à la société Why Not Productions les droits de son film, à condition que Jean-François Richet, dont il avait apprécié Ma 6-T va crack-er, le réalise.
L'écriture du nouveau script est confiée à James DeMonaco. Jean-François Richet raconte : « James et moi avons été très proches dans le travail. En un an, nous avons obtenu un scénario formidable, capable d'attirer des acteurs de talent parce que différent des films d'action ordinaires. Ici, tout est basé sur les personnages. Nous avons voulu retrouver l'esprit des années 70, de Bullitt et La Grande évasion ».

### Attribution des rôles
Mark Wahlberg devait à l'origine incarner Jake Roenick avant de décliner l'offre. Le rôle revient ainsi à Ethan Hawke, qui déclare à propos du film : « Training Day a été une expérience tellement agréable que je cherchais un autre bon film policier. Quand j'ai lu le scénario d’Assaut sur le central 13, j'ai su que je devais le faire. C'était un script intelligent, brillant, le meilleur scénario d'action que j'aie lu ».

### Tournage
Le tournage a eu lieu à Détroit, ainsi que dans la province canadienne de l'Ontario (notamment Toronto et Hamilton).

### Musique
La musique du film est composée par Graeme Revell et interprétée par l'orchestre philharmonique de Prague. Le rappeur américain KRS-One, déjà présent sur la bande originale de Ma 6-T va crack-er, interprète le générique du film.
Liste des titres
1. Generique Assault (interprété par KRS-One) - 3:47
2. Good Morning, Buddy - 1:49
3. What's My Line-Up? - 2:37
4. Masked Invaders - 3:20
5. Complex Problems - 2:36
6. Helicopter Delivery - 1:37
7. Deadly Volunteer - 1:30
8. Bishop Arrest - 1:53
9. Party's Over - 4:11
10. Burning Man - 1:33
11. Rescue Capra - 1:31
12. Hot Wire Girls - 2:46
13. Your Dog Is A Dirty Pig - 3:05
14. Precinct Breach - 2:26
15. Duvall Showdown - 4:37
16. Generique Assault (interprété par KRS-One) - 3:07

## Sortie

### Critique
Le film reçoit des critiques plutôt mitigées. Sur l'agrégateur américain Rotten Tomatoes, il n'obtient que 60% d'opinion favorable, pour 163 avis. Sur Metacritic, il possède une moyenne de 54/100, pour 39 critiques. En France, il décoche une moyenne de 3,4/5 sur le site Allociné, pour 22 titres de presse.

### Box-office
| Pays ou région    | Box-office      | Date d'arrêt du box-office | Nombre de semaines |
| ----------------- | --------------- | -------------------------- | ------------------ |
| États-Unis Canada | 20 040 895 $    | 24 février 2005            | 5                  |
| France            | 350 120 entrées |                            |                    |
| Mondial           | 35 294 470 $    | -                          | -                  |

Le film connaît un échec commercial aux États-Unis, où il démarre à la sixième place du box-office lors de son premier week-end à l'affiche avec plus de 8 millions $ de recettes sur les 2 297 salles le distribuant. Le long-métrage ne parvient pas à se stabiliser au fil des semaines, pour finir avec plus de 20 millions $ en fin d'exploitation après six semaines à l'affiche,.
À l'international, il fait guère mieux avec plus de 15,2 millions $ de recettes à l'étranger, pour un total de près de 35,3 millions $.